# Adinandra macgregorii
Adinandra macgregorii är en tvåhjärtbladig växtart som beskrevs av Elmer Drew Merrill. Adinandra macgregorii ingår i släktet Adinandra och familjen Pentaphylacaceae. Inga underarter finns listade i Catalogue of Life.